# فراری ۳۲۸

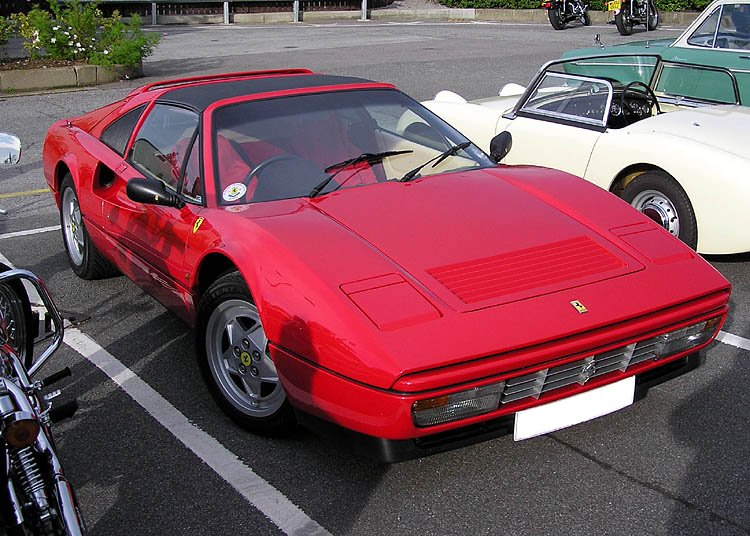

فراری ۳۲۸ (Ferrari ۳۲۸) خودرویی است که در سال‌های ۱۹۸۵ تا ۱۹۸۹تولید شده‌است.
این خودرو در کلاس خودرو اسپورت قرار گرفته، طراحی آن خودروهای موتور وسط عقب-محور عقب بوده است. 